# Modeste Moussorgski
« Moussorgski » redirige ici.  Pour le film, voir Moussorgski (film). Pour le cratère, voir Mussorgskij (cratère).
Œuvres principales
- Boris Godounov
- Une nuit sur le mont Chauve
- Tableaux d'une exposition
- Chants et danses de la mort
- La Khovanchtchina
- La Foire de Sorotchintsy

Modeste Petrovitch Moussorgski (en russe : Модeст Петрович Мусоргский), né le 9 mars 1839 (21 mars dans le calendrier grégorien) à Karevo, près de Toropets dans le gouvernement de Pskov, et mort le 16 mars 1881 (28 mars dans le calendrier grégorien) à Saint-Pétersbourg, est un compositeur russe. Il est d'abord célèbre par l'opéra Boris Godounov, par le poème symphonique Une nuit sur le mont Chauve et par la suite pour piano Tableaux d'une exposition (1874) — orchestrée par Maurice Ravel en 1922.

## Biographie
La famille de Moussorgski descend du premier monarque russe d'origine scandinave [réf. souhaitée], Riourik, via les princes souverains de Smolensk (dynastie des Rurikides). Modeste est préparé par ses parents à une carrière militaire et est élève de la célèbre École de cavalerie Nicolas ; mais sous l'influence de Mili Balakirev, il quitte le prestigieux régiment Préobrajenski de la Garde impériale, dans lequel il est entré par la suite, et rejoint le Groupe des Cinq, un ensemble de compositeurs et ardents défenseurs d'un art national basé sur la musique populaire russe. Ce groupe comprend Alexandre Borodine, que Moussorgski avait rencontré en 1856 alors qu'ils servaient dans le même hôpital militaire à Saint-Pétersbourg, Mili Balakirev, Nikolaï Rimski-Korsakov et César Cui. Sa première œuvre musicale publiée est l'opéra inachevé Salammbô et un cycle de mélodies pour une voix soliste et piano.
À partir de 1863, à la suite de l'abolition du servage en Russie qui ruine sa famille, Moussorgski doit travailler en tant qu'employé administratif pour subvenir à ses besoins. Il a alors trente ans et, confronté à l'insuccès que connaissent ses œuvres, trop éloignées des canons académiques, et à une situation matérielle difficile, il croit trouver une consolation dans l'alcool qu'il avait déjà connu lors de son passage de trois ans à l'armée. En 1879, Daria Leonova entreprend une tournée de concerts à travers la Russie pour lesquels il est pianiste accompagnateur,. Il a plusieurs épisodes de delirium tremens chez la cantatrice avant de rentrer à l’hôpital militaire Nicolas de Saint-Pétersbourg. Il y meurt à 42 ans. Sa dépouille repose au cimetière Tikhvine du monastère Saint-Alexandre-Nevski (Saint-Pétersbourg).

## Voix de l'âme russe

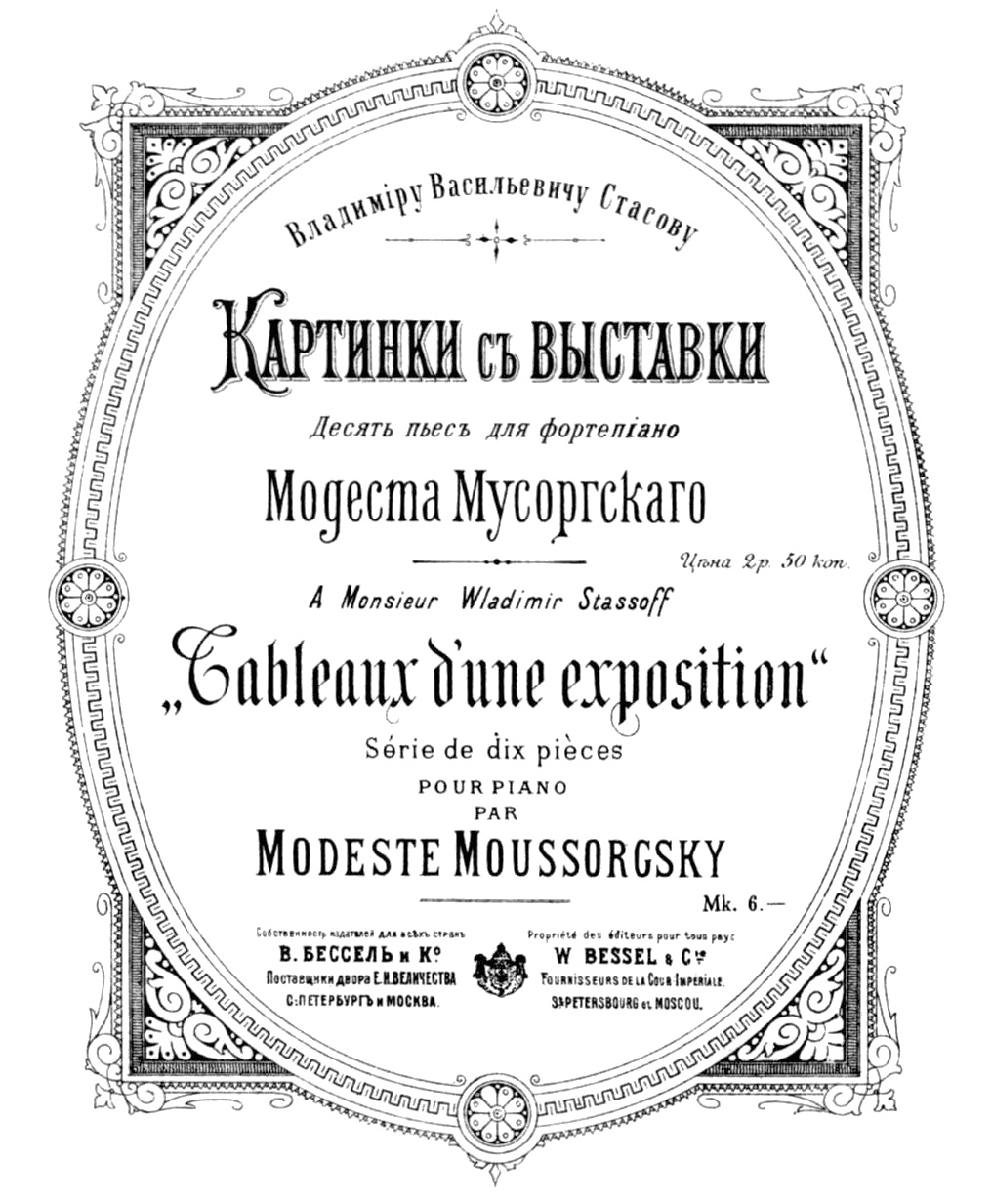
Couverture de la première édition des Tableaux d'une exposition par Modeste Moussorgski, en 1886.

Rétif à toutes conventions ou stylisations, ardent défenseur de la musique de son pays, le compositeur russe a entremêlé les genres, et forgé un langage où la parole, le geste et le sentiment humain deviennent mélodies. Il a ouvert de nouvelles voies que les musiciens du XXe siècle ont exploré à l'envi.
— Arthur Pougin. Essai historique sur la musique en Russie, Éditeur Bocca frères (1897) (ASIN B001BU2WH2).
Ce jugement des Tableaux d'une exposition par Arthur Pougin, savant musicologue, reflète l'image d'Épinal longtemps attachée au nom de Moussorgski : celle d'un musicien dont l'épanouissement artistique aurait été entravé par une technique déficiente. La paresse et l'alcoolisme complètent le portrait d'un excentrique marginalisé avec, à l'appui, le tableau tristement célèbre d'Ilia Répine : un « sauvage » dont les maladroites créations n'auraient pas survécu sans Nikolaï Rimski-Korsakov et Maurice Ravel.
En réalité, ce « primitif » était un homme cultivé, aux manières élégantes et raffinées, doté d'un solide métier, ce qu'attestent les versions originales de ses œuvres redécouvertes depuis les années 1980 (mais éditées par Pavel Alexandrovitch Lamm (nl) dès 1930). Il n'était pas seulement un musicien, mais également un poète et un penseur qui avait élaboré une conception hautement personnelle de son art et effectué des recherches historiques érudites pour mener à bien les vastes fresques de Boris Godounov et de La Khovanchtchina.

### «Vraie» musique russe
Issu d'une famille de petits propriétaires terriens, il reçoit sa première formation musicale de sa mère, remarquable pianiste. Très doué, il joue à neuf ans en public un concerto de John Field. Élève de l'école des Cadets de la Garde, il est incorporé en tant que lieutenant au régiment aristocratique Préobrajensky (1857). Excellent pianiste, beau, élégant et mondain, ce « petit lieutenant de livre d'images » est recherché dans tous les salons pour tenir le piano. Il fait la connaissance de César Cui, Mili Balakirev et Vladimir Stassov, célèbre critique et mécène, défenseur d'un art russe authentique affranchi de la tutelle occidentale.
Moussorgski compose ses premières pièces pour piano et des mélodies, encore influencé par Robert Schumann. Il quitte l'armée pour se consacrer à la musique (1859). Il se joint à Cui, Balakirev, Alexandre Borodine et Nikolaï Rimski-Korsakov pour former, sous la férule de Stassov, le Groupe des Cinq, opposé aux tendances occidentales du conservatoire officiel. Il acquiert sa technique de compositeur auprès de Balakirev, stimulé par l'objectif commun d'une « vraie » musique russe. Il prend cependant vite conscience que le modèle préconisé par ses camarades est une création hybride, greffant des éléments russes tirés du folklore sur les méthodes et les formules occidentales — au mieux, une réalisation pittoresque visant à la couleur locale. Il donne un but plus direct à son art : la vie même. 

Il veut « apprendre à lire dans les livres des sages, à s'entretenir avec les hommes doués de raison, à traduire la vie, sous quelque aspect qu'elle se montre, la vérité, si amère qu'elle s'atteste,. »

### Artiste maudit

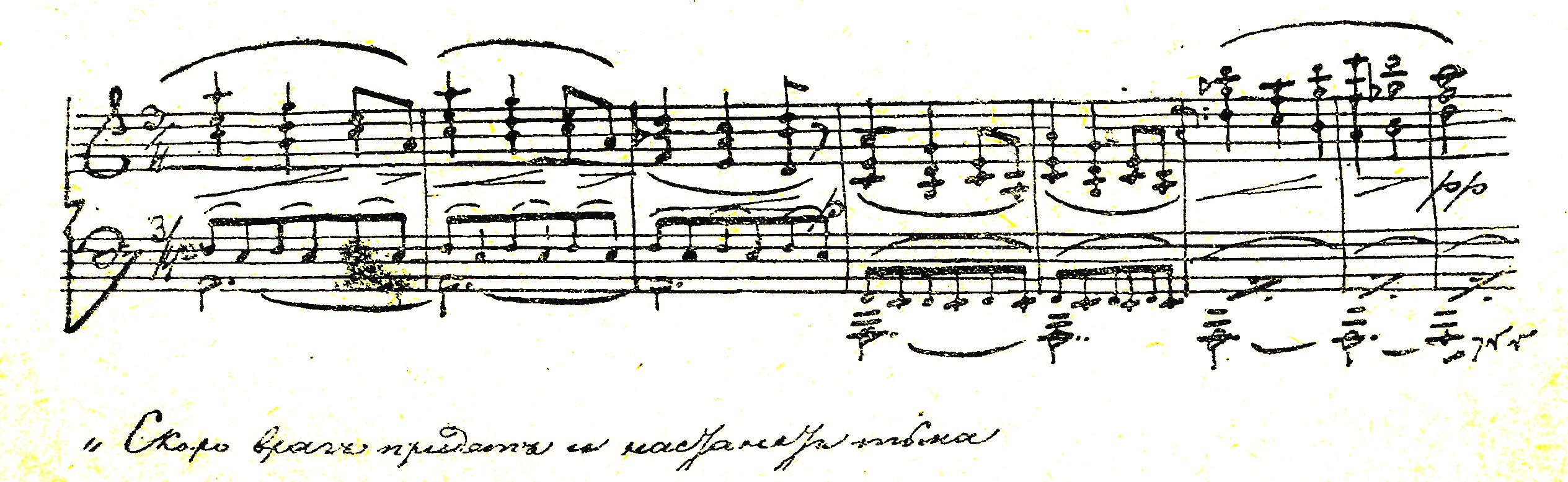
Extrait d'une lettre de Mussorgski : « Bientôt l'ennemi viendra, et il y aura les ténèbres » (extrait de l'air du saint fou, Boris Godounov (opéra)).

Cet épanouissement artistique contraste avec les difficultés rencontrées par le musicien : comme beaucoup de propriétaires terriens, il est ruiné par l'abolition du servage de 1861 et devra accepter un emploi mal payé et assujettissant de fonctionnaire subalterne. Dépourvu de moyens, il partagera un logement avec d'autres : étudiants, camarades du Groupe des Cinq (Nikolaï Rimski-Korsakov), poètes ou peintres. Il ne sera pas plus heureux sur le plan affectif : il connaît d'intenses amitiés féminines, mais avec des femmes beaucoup plus âgées, comme la sœur de Mikhaïl Glinka ou Nadejda Petrovna Opotchinina, la dédicataire de la sensuelle Nuit,. Il semble avoir souscrit à une chasteté librement consentie pour se vouer exclusivement à son art, mais son attachement à certains de ses compagnons de cohabitations, tel le poète Arseni Golenichtchev-Koutouzov (ru), suggère une homosexualité latente. Comme Edgar Allan Poe ou Paul Verlaine, c'est un artiste maudit dont l’existence misérable contraste avec des dons immenses. Faible et impulsif, il tombe facilement sous la coupe de fortes personnalités (Mili Balakirev, Vladimir Stassov). Du moins servent-elles de catalyseurs qui lui font prendre conscience de son génie.
Un séjour à Moscou (1859) est une expérience décisive, se sentant désigné pour faire revivre l'ancienne Russie et l'étrange communion tissée entre le peuple et ses tsars. Moussorgski choisira deux de ces époques troublées comme sujets pour un nouveau type d'opéra : la mort du tsar Boris Godounov et la révolte du prince Ivan Khovanski contre l'occidentalisation de la Russie à l'orée du règne de Pierre Ier le Grand (La Khovanchtchina). « Drame musical populaire », et non opéra : c'est le peuple qui tire les ficelles de l'action et qui est le personnage central.
Dans la lignée de la conception impressionniste des mélodies, ces deux vastes fresques juxtaposent des tableaux d'un réalisme intense, qui transposent à une vaste échelle leur caractère de tranches de vie : « Le passé entre dans le présent. » Terminé en 1872 et représenté avec succès en 1874 au théâtre Marie, Boris est entièrement de la main de son auteur. L'expérience de chant parlé du Mariage y est exploitée avec une incomparable finesse psychologique et portée à un insurpassable degré de perfection. Entreprise en 1872, La Khovanchtchina est presque complétée en partition piano et chant à la mort de Moussorgski : la scène finale est ajoutée par Nikolaï Rimski-Korsakov, qui en réalise également l'orchestration. C'est le testament musical de l'auteur, son Parsifal. Il y réussit la synthèse parfaite du chant parlé avec une veine mélodique, encore plus généreuse que dans Boris dont témoigne l'ample et poignante mélodie du prélude orchestral.

### Maître du fantastique
L'angoisse étouffante des scènes d'hallucinations de Boris Godounov (opéra) avec leur carillon spectral impose Moussorgski comme un maître du fantastique en musique.
Une nuit sur le mont Chauve (1867) constitue l'accomplissement dans ce domaine. Ce poème symphonique est par la suite adapté par Nikolaï Rimski-Korsakov (lui-même un maître du féerique, et non du fantastique), qui en arrondit les angles et adjoint un épilogue lumineux : la clarté de l'aube et le tintement des matines mettent en fuite les créatures de la nuit. Dans la version originale, beaucoup plus sombre, Satan règne en maître : le vrillement des cordes, le grognement des cuivres et le martèlement des percussions éveillent une irrésistible terreur et annoncent les partitions de films d'horreur des années 1960 (films de la Hammer).

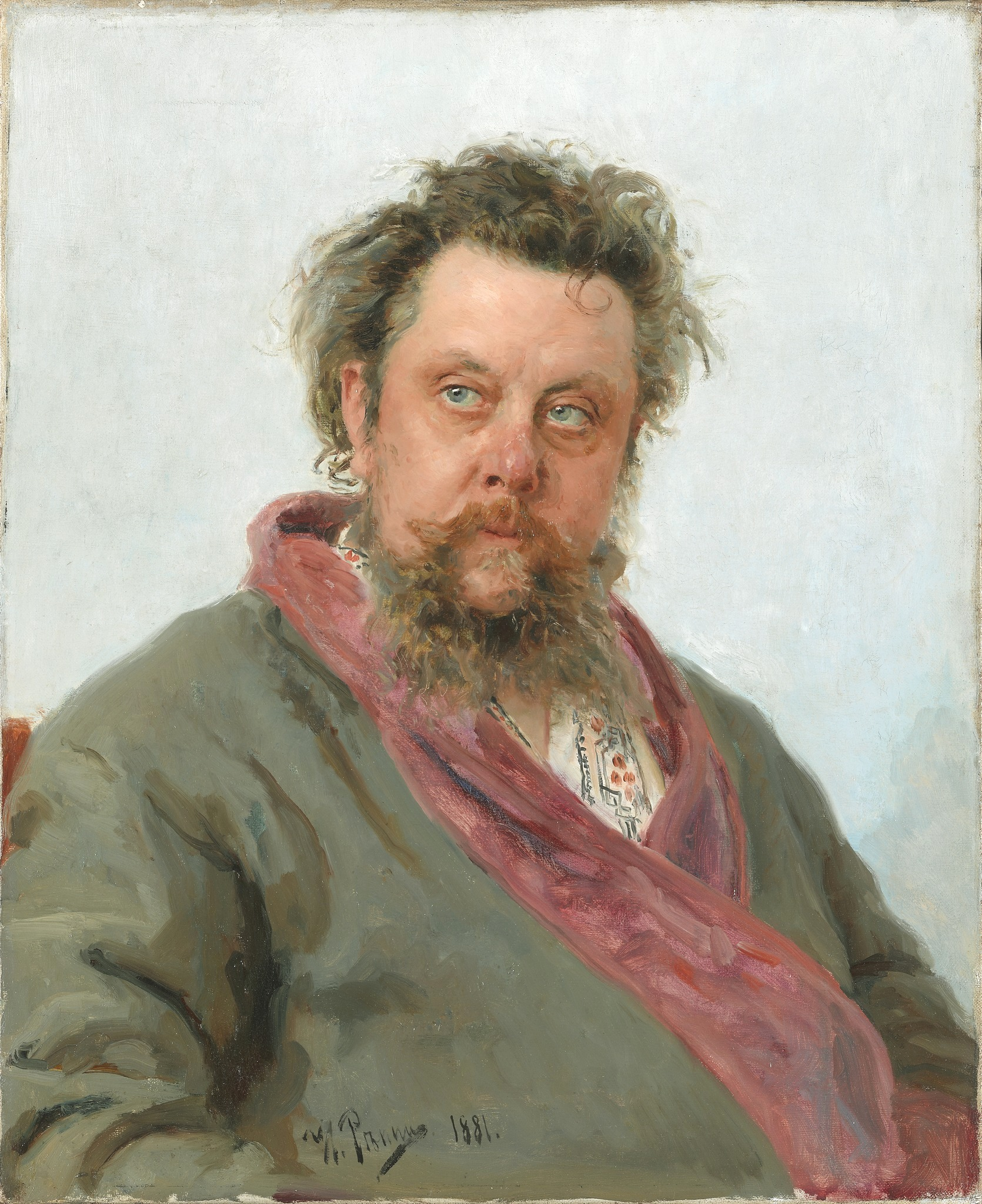
Portrait de Modeste Moussorgski par Ilia Répine, peint seulement quelques jours avant la mort du compositeur en 1881.

Les Tableaux d'une exposition (1874) comportent trois scènes de fantasmagorie macabre : les inquiétantes transformations d'un gnome, les mystérieuses voix de l'au-delà recueillies au fond des catacombes, et une sorcière assoiffée de sang poursuivant une petite fille à travers la forêt.
Dans les Chants et danses de la mort (sur des textes de Golenischev-Koutouzov) (1875-1877), la Mort se montre à ses victimes sous les traits d'une allégorie médiévale, tantôt jubilante et poussant des cris féroces, tantôt fredonnant des berceuses d'une inquiétante sérénité. La partie de piano sombre et percussive, avec ses échos du Dies iræ et ses cliquetis d'ossements, suggère les funestes évolutions de la terrible Faucheuse.
Pour l'auteur, le rendez-vous avec la Camarde ne tarderait plus. Le succès de Boris avait été une brève rémission : la suite n'est qu'une lente déchéance, le musicien trouvant dans l’alcool un exutoire à son isolement et à ses difficultés matérielles. Pauvre, seul et abandonné de tous, il succombe à une crise cardiaque dans un hôpital militaire où il avait été admis par charité. On trouva le Grand Traité d'Instrumentation et d'Orchestration Modernes de Berlioz à son chevet : il était mort les armes à la main.

## Œuvre
Moussorgski laisse environ cinquante œuvres musicales.
- 1863-1866 : Salammbô, ou Le Libyen, opéra inachevé ; écrit à partir de 1863 et tiré du roman éponyme de Gustave Flaubert.
- 1867 : La Destruction de Sennachérib sur un poème de Byron.
- 1867 : Une nuit sur le mont Chauve, poème symphonique (existe en deux versions : version originale de Moussorgski et version réorchestrée par Nikolaï Rimski-Korsakov).
- 1869 : Boris Godounov (révisé en 1872). Le thème est en partie lié à l'histoire des ancêtres de Moussorgski.
- 1868-1872 : le cycle de mélodies pour une voix et piano, Enfantines.
- 1872-1880 : La Khovanchtchina, opéra inachevé ; drame musical populaire, terminé par Rimski-Korsakov (1886), avant qu'une seconde version, plus idiomatique, soit établie, au XXe siècle, par Dimitri Chostakovitch
- 1874 : Tableaux d'une exposition, suite pour piano orchestrée par Maurice Ravel.
- 1874 : Sans soleil, cycle de mélodies pour une voix et piano.
- 1875-1877 : Chants et danses de la mort, cycle de mélodies pour une voix (ténor) et piano.
- 1876-1881 : La Foire de Sorotchintsy, opéra inachevé ; d'après la nouvelle éponyme du poète russe Nicolas Gogol, partition terminée par Nicolas Tcherepnine

Une version de La Khovanchtchina orchestrée par Maurice Ravel (dont la partition incomplète a été perdue), avec la dernière scène non écrite par Moussorgski mais écrite et orchestrée par Igor Stravinsky — la partition retrouvée de la scène finale de sa main est parfois donnée en concert —, a été commandée par Serge de Diaghilev pour Fédor Chaliapine et jouée à Paris pour la saison 1911.

## Hommages
Sont nommés en son honneur :
- à Paris, une voie du 18e arrondissement, la rue Moussorgski[17] ;
- (1059) Mussorgskia, un astéroïde de la ceinture principale[18] ;
- Mussorgskij, un cratère à la surface de Mercure[19].

## Discographie
Non exhaustive : 

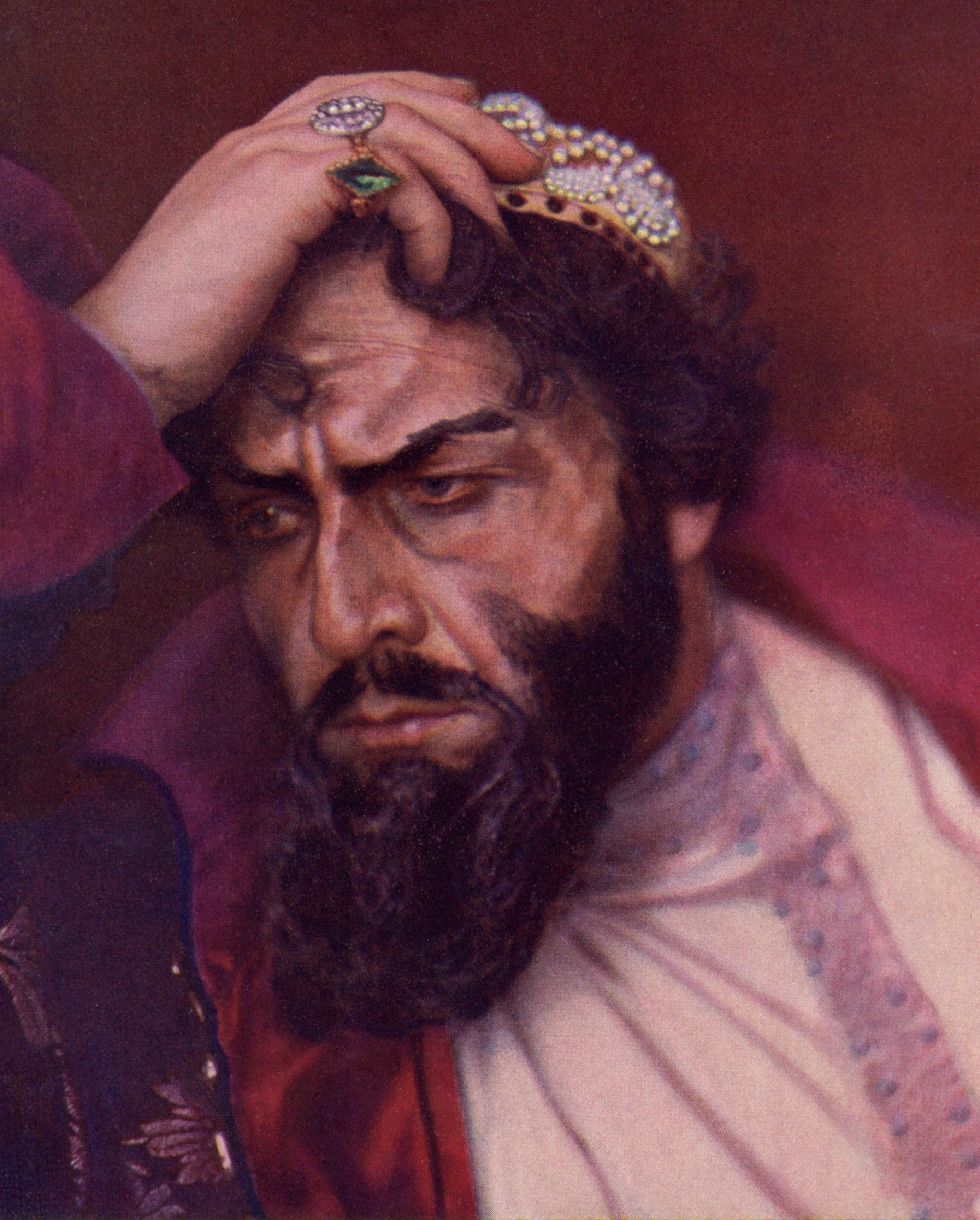
Fédor Chaliapine dans le rôle de Boris Godounov dans l'opéra éponyme (Photo de Sergueï Prokoudine-Gorski, 1915).

Sélection de Classica, février 2017, Moussorgski en cinq disques.
- Boris Godounov, Modeste Moussorgski, Zoltán Kelemen (baryton-basse), Nicolaï Ghiaurov (basse) & Herbert von Karajan, Forma CD, Label : Decca Records, (ASIN B0000041PF).
- La Khovanchtchina, Modeste Moussorgski, Marjana Lipovšek, Paata Burchuladze, Vladimir Atlantov, Orchestre philharmonique de Vienne, Claudio Abbado, Forma CD, Label : Deutsche Grammophon.

— La Khovanchtchina est ici enregistrée avec l'orchestration de Dmitri Chostakovitch.
- Tableaux d'une exposition (version pour piano seul), [Mussorgsky : Pictures at an Exhibition], Modeste Moussorgski, Ievgueni Kissine, Forma CD, Label : RCA Red Seal Records, (ASIN B00005UED7).
- Tableaux d'une exposition (orchestration Ravel), Modeste Moussorgski - Tableaux d'une exposition / Une Nuit sur le Mont Chauve, Orchestre philharmonique de Vienne, Valery Gergiev, Forma CD, Label: Philips Classics, (ASIN B00005YX6C).
- Les Mélodies, Modeste Moussorgski - Mélodies / Chants et Danses de la Mort, Sergei Leiferkus (en) (baryton), Semion Skigin (piano), Forma CD, Label : Conifer Records, (ASIN B0000024DM).

### Autres versions
- Mussorgsky : Without sun - Songs and dances of death / Moussorgski : Sans soleil - Chants et danses de la mort, Eugene Nesterenko, Ievgeny Nesterenko, Vladimir Kraïnev, Forma CD, Label : Melodiya, (ASIN B001HWW9VI).
- Œuvre Integrale Pour Piano - Chants Et Danses De La Mort, Boris Bloch (piano), Anton Diakov (basse), Gérard Wyss (piano), Forma CD, Label : M10, (ASIN B00004UKYK).
- Tableaux d'une Exposition - Une Nuit sur le Mont Chauve, Fritz Reiner, Forma CD, Label : Gold Seal, (ASIN B000003FMY).
- Tableaux d'une Exposition, Claudio Abbado, Forma CD, Label : Deutsche Grammophon, (ASIN B0000012VG).
- Boris Godounov, Claudio Abbado, Gleb Nikolski, Anatoly Kotcherga (en), Forma CD, Label : Sony, (ASIN B000026136).
- Boris Godounov, Ruggero Raimondi, Galina Vichnevskaïa, Nicolai Gedda, National Symphony Orchestra, Mstislav Rostropovitch, Forma CD, Label : Mis, (ASIN B000005E6S).
- La Khovanchtchina, Valery Gergiev, Forma CD, Label : Decca, (ASIN B005G4YDTE).

### Vidéos
- Une nuit sur le mont chauve. Mussorgski .
- Tableaux d'une exposition. .
- Moussorgski, Les Tableaux d'une exposition (piano). .
- Modeste Moussorgski - Une nuit sur le Mont Chauve (Live). .